# Condado de Butte (Idaho)
El condado de Butte (en inglés: Butte County), fundado en 1917, es uno de los 44 condados del estado estadounidense de Idaho. En el año 2000 tenía una población de 2899 habitantes con una densidad poblacional de 0.5 personas por km². La sede del condado es Arco.

## Geografía
Según la Oficina del Censo, el condado tiene un área total de 5787 km² (2234,4 mi²), de la cual 5785 km² (2233,6 mi²) es tierra y 2 km² (0,8 mi²) (0.03%) es agua.

### Condados adyacentes
- Condado de Clark - noreste
- Condado de Jefferson - este
- Condado de Bingham - sureste
- Condado de Blaine - suroeste
- Condado de Lemhi - noroeste
- Condado de Custer - noroeste

### Carreteras
- - US 20
- - US 26
- - US 93
- - SH-22
- - SH-33

## Demografía
En el 2000 la renta per cápita promedia del condado era de $$30 473, y el ingreso promedio para una familia era de $36 950. En 2000 los hombres tenían un ingreso per cápita de $37 750 versus $20 962 para las mujeres. El ingreso per cápita para el condado era de $14 948. Alrededor del 18.20% de la población estaba bajo el umbral de pobreza nacional.

## Ciudades y pueblos
- Arco
- Butte City
- Darlington
- Howe
- Moore